# Quassie van Timotibo

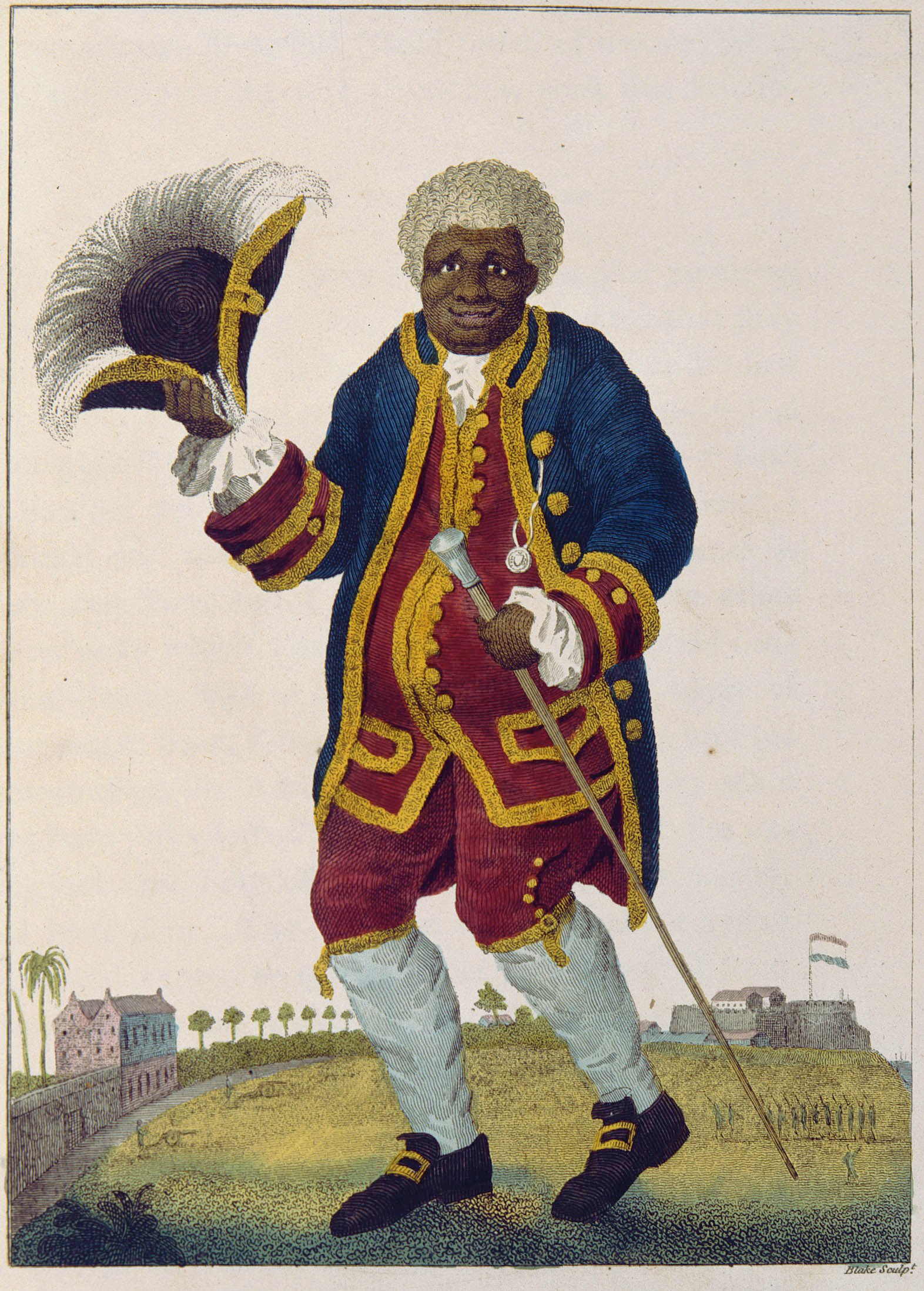
Tekening van Quassie door William Blake (gepubliceerd in 1796)

Quassie van Timotibo (Guinea (West-Afrika), 1692 – Paramaribo, 12 maart 1787) was een 18de-eeuwse Surinaamse kruidenkenner en was beroemd en berucht als zwarte jager op weggelopen slaven in de kolonie Suriname.
Quassie was een "zoutwaterslaaf", dat wil zeggen in Afrika geboren: hij kwam van de kust van Guinea en werd aan het eind van de 17de eeuw naar Suriname verscheept, waar hij als slaaf werd tewerkgesteld op de plantage Nieuw Timotibo aan de Perica. Hij onderscheidde zich al spoedig als lukuman (ziener) en kenner van de talen van Karaïben en Arowakken. Hij bezat bovendien een enorme kennis van kruiden en ontdekte het Quassie-bitter of kwasibita, een koortswerend middel dat door Linnaeus onderzocht zou worden. In 1730 ontving hij een gouden borstplaat met de inscriptie Quassie, trouw aan de blanken.
Gouverneur Mauricius achtte hem "te hoog van geest" voor slavenwerk, kocht hem en liet hem naar de stad overbrengen. Van daaruit vervulde hij een belangrijke rol in het opsporen van voortvluchtige slaven. In 1743 ontdekte Quassie met hulp van inheemsen in Saramacca een dorp van Kwinti-marrons. Het dorp lag zestig kilometer van de dichtstbijzijnde plantage en bestond uit 33 huizen. De marrons hadden het spoorslags verlaten uit angst voor ontdekking. De burgerpatrouille later dat jaar bestaande uit negen planters, dertig slaven en een onbekend aantal inheemsen leverde echter niks op. Quassie was daarna nog betrokken bij meerdere expedities, sommige wel succesvol. Bij tijd en wijle brachten inheemsen afgehakte rechterhanden van marrons die zij gedood hadden en waarvoor ze 50 gulden per stuk ontvingen.
In de jaren 1760 kocht hij een plantage. In februari 1776 bracht Quassie een bezoek aan Holland, waar hij door stadhouder Willem V van Oranje-Nassau werd ontvangen, en keerde in september terug.
Op 12 maart 1787 werd door gouverneur Jan Wichers meegedeeld dat Quassie op minstens 95-jarige leeftijd in Paramaribo was overleden. Hij werd door het Corps Vrije Mulatten en Neegers begraven.
Door de Schotse kapitein J.G. Stedman werd Quassie 'Graman Quacy' genoemd, van Granman (Grootopperhoofd). Kwasi is de Ashanti- of Aukaanse naam voor iemand die op zondag geboren is, volgens het systeem van Akan-voornamen.

## Over Quassie
Het leven van Quassie kan op verschillende manieren bezien worden. Was hij een bruikbaar instrument in handen van de koloniale macht, of was hij een zwarte intellectueel, een schelm die dankzij zijn geraffineerdheid kans zag zijn lot in eigen voordeel om te buigen? Historicus Frank Dragtenstein kwam in 2004 met een studie waarin hij vooral de kwaliteiten van Quassie als slavenjager belicht. Dragtenstein haalde op basis van archiefonderzoek tal van nieuwe feiten boven: hoe Quassie te werk ging als handlanger van de koloniale overheid en hoe hij door de zwarten werd gevreesd, gewantrouwd en aangevallen. Zo valt er ook een nieuw licht op Mauricius die met Quassies hulp vrije indianen tot slaaf maakte.